# گری بانیستر
گری بانیستر (انگلیسی: Gary Bannister؛ زادهٔ ۲۲ ژوئیهٔ ۱۹۶۰) بازیکن فوتبال اهل بریتانیا است.
از باشگاه‌هایی که در آن بازی کرده‌است می‌توان به باشگاه فوتبال شفیلد ونزدی، باشگاه فوتبال لینکولن سیتی، باشگاه فوتبال ناتینگهام فارست، باشگاه فوتبال کویینز پارک رنجرز، باشگاه فوتبال آکسفورد یونایتد، باشگاه فوتبال کاونتری سیتی، باشگاه فوتبال وست برومویچ آلبیون، باشگاه فوتبال استوک سیتی، و باشگاه فوتبال کاونتری سیتی اشاره کرد.
وی همچنین در تیم ملی فوتبال زیر ۲۱ سال انگلستان بازی کرده‌است.